# Ricky Teh
Ricky Teh Chee Fei (ur. 19 maja 1963 w stanie Selangor) – malezyjski strzelec sportowy specjalizujący się w skeecie, uczestnik letnich igrzysk olimpijskich.

## Życiorys
Malezyjczyk zaczął uprawiać sport w 1986 roku. Jest praworęczny, mierzy z broni prawym okiem.

## Przebieg kariery
Pierwszy występ Malezyjczyka w oficjalnych zawodach strzeleckich miał miejsce w 1993 roku, podczas mistrzostw Azji w Manili. Rok później debiutował w zawodach Pucharu Świata, które miały miejsce w Pekinie. Pucharowe zawody ukończył na 42. pozycji w klasyfikacji końcowej, z wynikiem 96 punktów. W 1998 roku jedyny raz w karierze wziął udział w mistrzostwach świata, w zawodach rozegranych w Barcelonie był na 86. pozycji z wynikiem 112 punktów.
W 2000 wystartował w mistrzostwach Azji w Vigan, gdzie udało mu się osiągnąć najlepszy wynik w karierze, zawody zakończył na 6. pozycji z wynikiem 115 punktów. Natomiast w 2001 roku odnotował najlepsze w karierze występy w zawodach Pucharu Świata. W Nikozji zajął 19. pozycję z rezultatem 117 punktów, a w Seulu – 21. pozycję z rezultatem 114 punktów. W 2003 wystartował w igrzyskach Azji Południowo-Wschodniej, na nich wywalczył złoty medal dzięki wynikowi 116 punktów (25 w finale), a dwa lata później podczas tych samych zawodów wywalczył brązowy medal dzięki wynikowi 113 punktów (23 punkty w finale). Również w 2005 roku, udało mu się jedyny raz w karierze zakwalifikować do finału skeetu rozgrywanego w ramach mistrzostw Azji Południowo-Wschodniej, zajmując ostatecznie 5. pozycję z rezultatem 112 punktów (21 punktów w finale).
W 2004 jedyny raz w karierze wziął udział w letnich igrzyskach olimpijskich, gdzie w swojej konkurencji uplasował się na 40. pozycji z wynikiem 113 punktów – tym samym odpadł w eliminacjach, wyprzedzając jedynie Syryjczyka Rogera Dahi.
Po raz ostatni w zawodach międzynarodowych Malezyjczyk startował w 2014 roku, biorąc udział w kilku zawodach Pucharu Świata. W Pekinie zajął 49. pozycję, w Ałmaty – 72. pozycję, a w Monachium – 118. pozycję.